# 11 Dywizjon Artylerii Pancernej

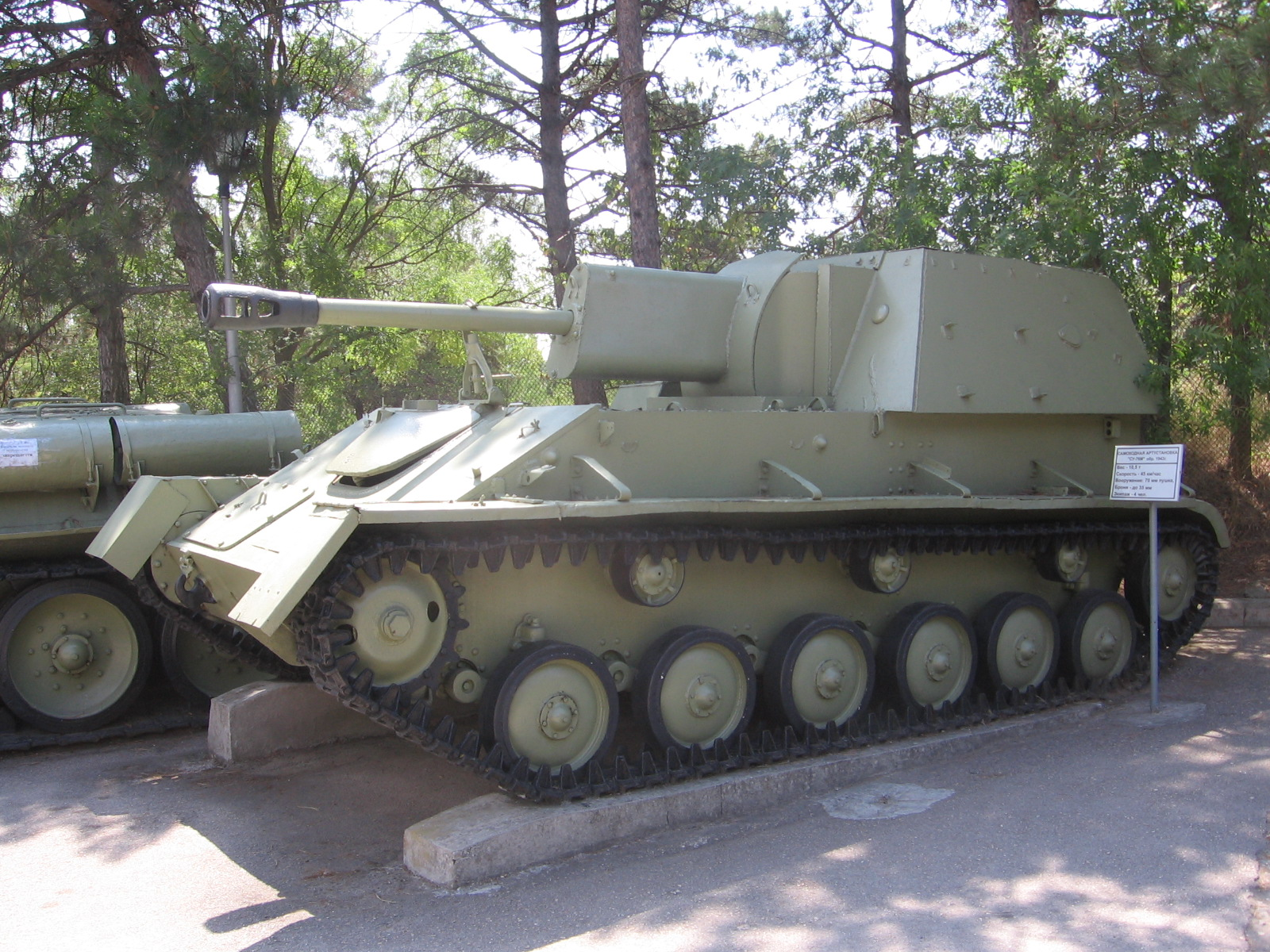
76 mm działo pancerne SU-76

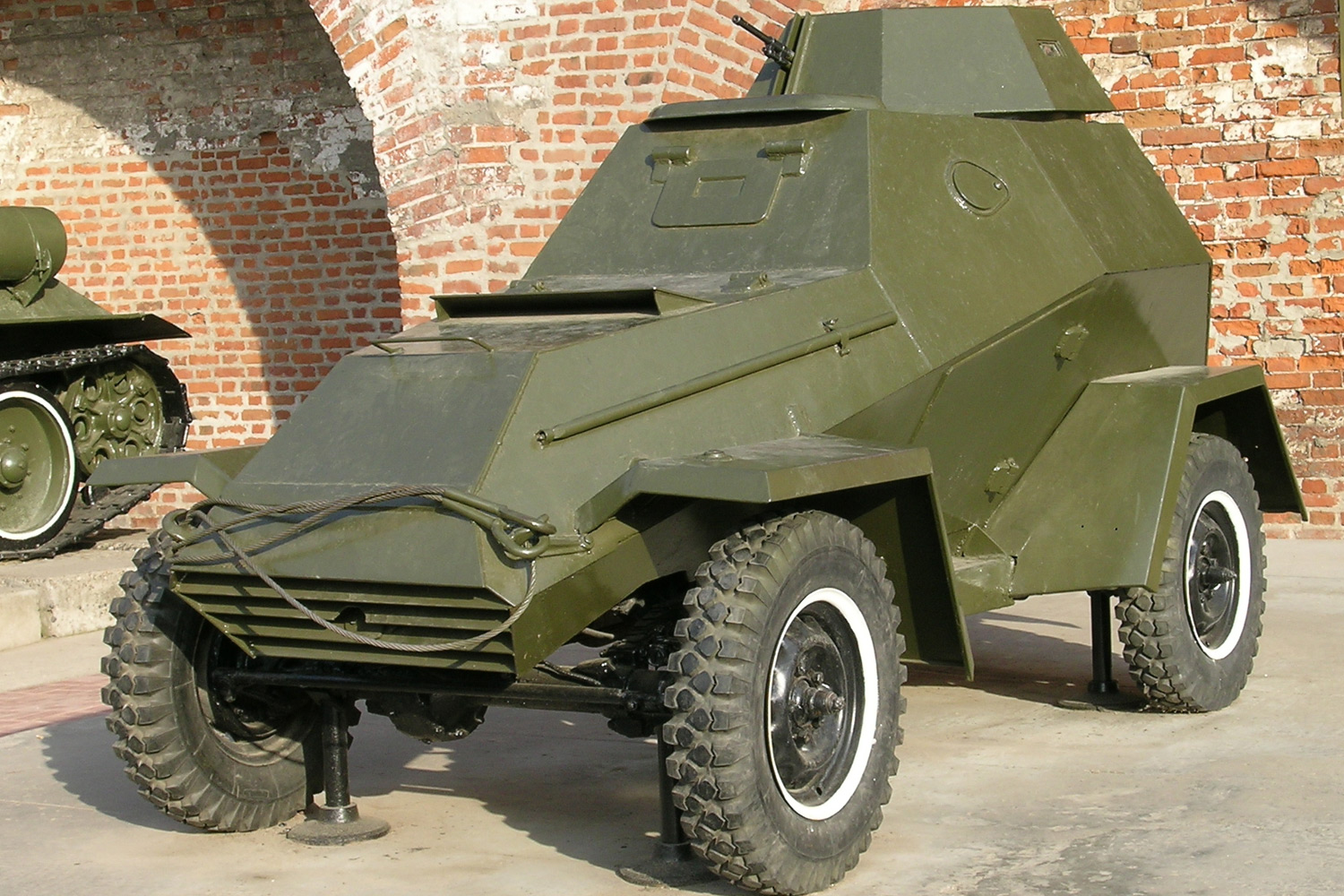
BA-64 - samochód pancerny

11 Łużycki Dywizjon Artylerii Pancernej – pododdział broni pancernej ludowego Wojska Polskiego
Dywizjon został sformowany w rejonie Siedlec na mocy rozkazu Nr 8 Naczelnego Dowódcy WP z 25 sierpnia 1944 roku.
W działa samobieżne Su-76 wyposażony został 1 lutego 1945 roku w Rembertowie.

## Działania bojowe
Dywizjon prowadził działania bojowe w składzie 8 Drezdeńskiej Dywizji Piechoty z 2 Armii Wojska Polskiego.

## Skład etatowy
Dowództwo
- pluton dowodzenia,
- 3 baterie dział samobieżnych
  - 4 działony
- drużyny: zaopatrzenia bojowego, remontowa, gospodarcza, punkt sanitarny

żołnierzy – 165 (oficerów – 51, podoficerów – 73, kanonierów – 41)
sprzęt:
- działa samobieżne SU-76 – 13
- samochód pancerny BA-64 – 1
- samochody – 19
- motocykle – 4